# Aarhus Flydedok
Aarhus Flydedok A/S var ett nybyggnads- och reparationsvarv i Århus i Danmark.
Aarhus Flydedok började som en maskinverkstad som grundades av svarvaren Hans Nielsen 1913. Företaget producerade till en början också annat än fartyg, men efter första världskriget dominerade skeppsbyggnation. Efter andra världskriget installerade varvet en flytdocka i hamnen som ett renodlat nytt nybyggnadsvarv. Verksamheten gick bra fram till 1968, varefter en avmattning ledde till en minskning av personalen från 900 till 450 anställda.
Varvet övertogs 1971, efter att ha hamnat i ekonomisk kris, av Dannebrog rederi, som under 1970-taets första del hade tillräcklig orderingång för nybyggnad för att hålla verksamheten på tillräcklig volym, samtidigt som underhållsverksamheten stadigt ökade. 
År 1976 ändrade företaget namn till Dannebrog Værft A/S och gick bra till in på 1980-talet, då orderingången minskade och varvet minskade sin personal. Nya ägare tog över verksamheten 1990 och varvet fick order på specialfartyg som produktfartyg och kylfartyg. Det övertog också nybyggnadsorder från det nedlagda Orlogsværft samt underhållskontrakt på den danska marinens ubåtar. År 1999 gick dock varvet i konkurs.

## Byggda fartyg i urval
- 1967 M/S Polfors
- 1980-81 Havsforskningsfartyget Dana
- 1981 Bogserbåten Bauge

## Bildgalleri

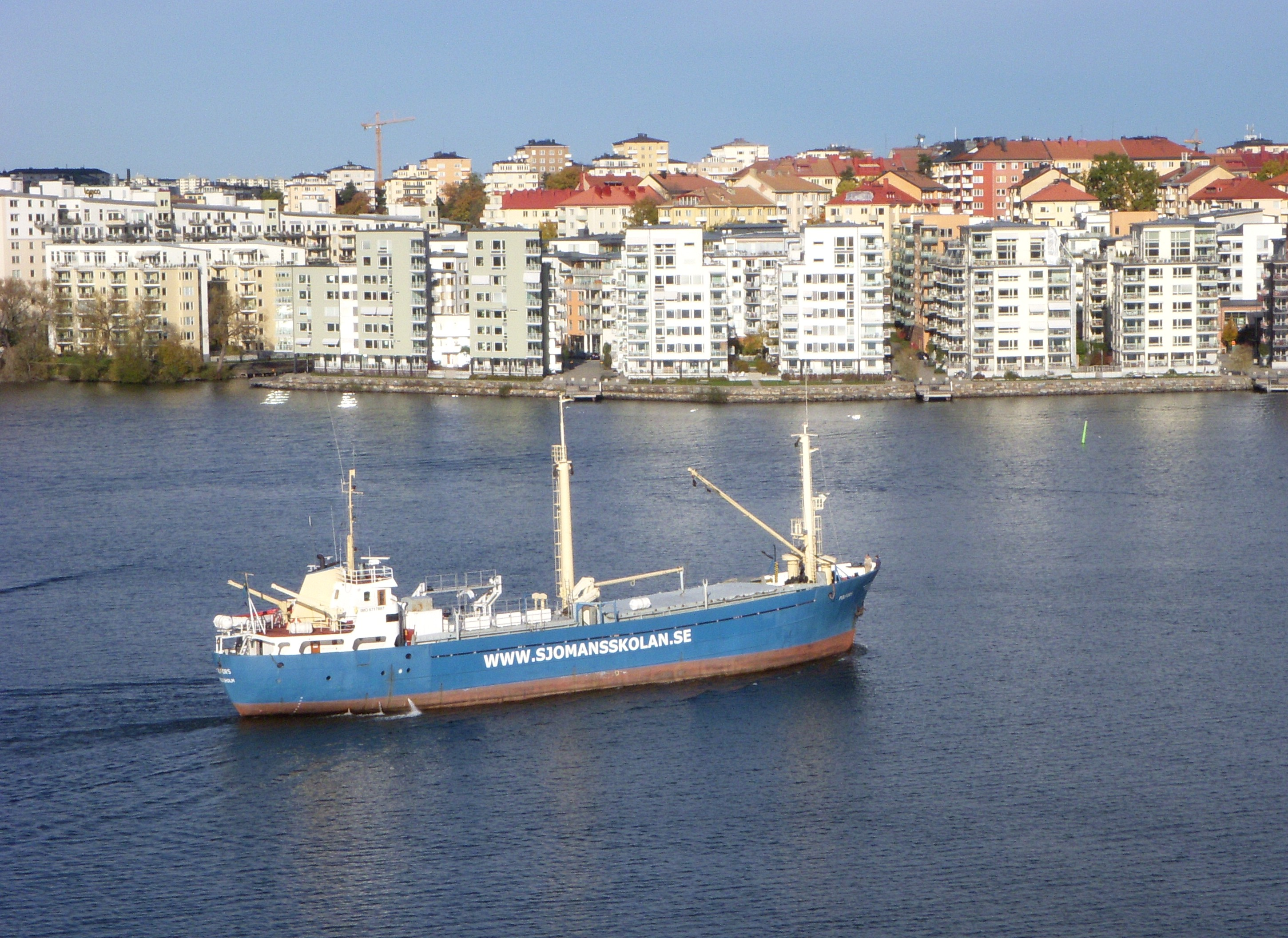
M/S Polfors
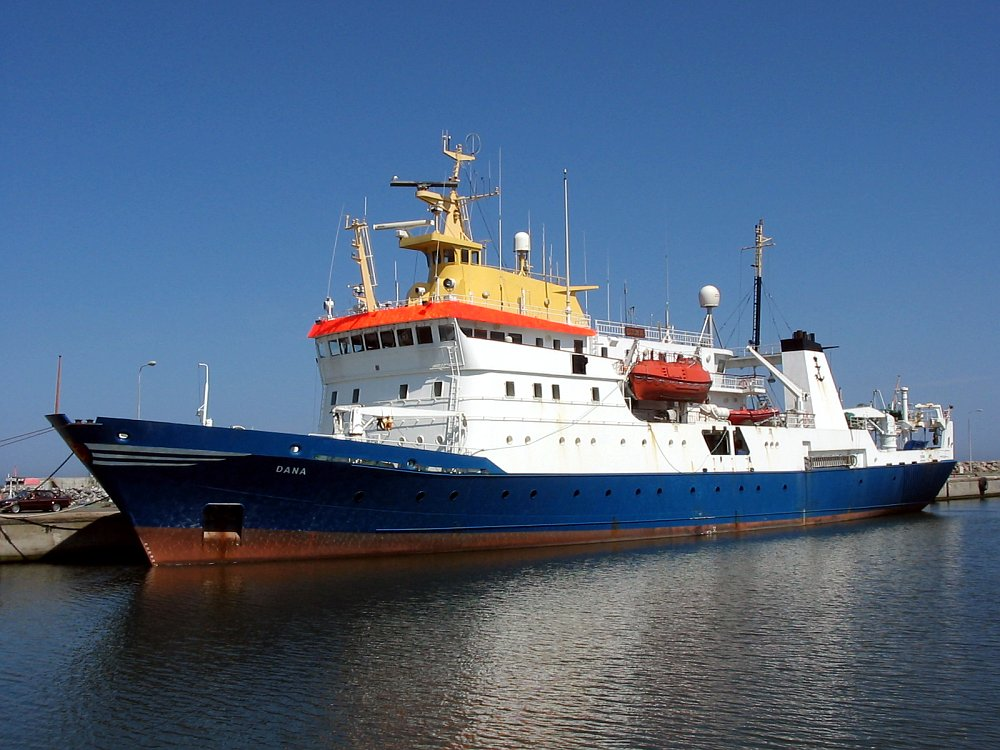
Havsforskningsfartyget Dana
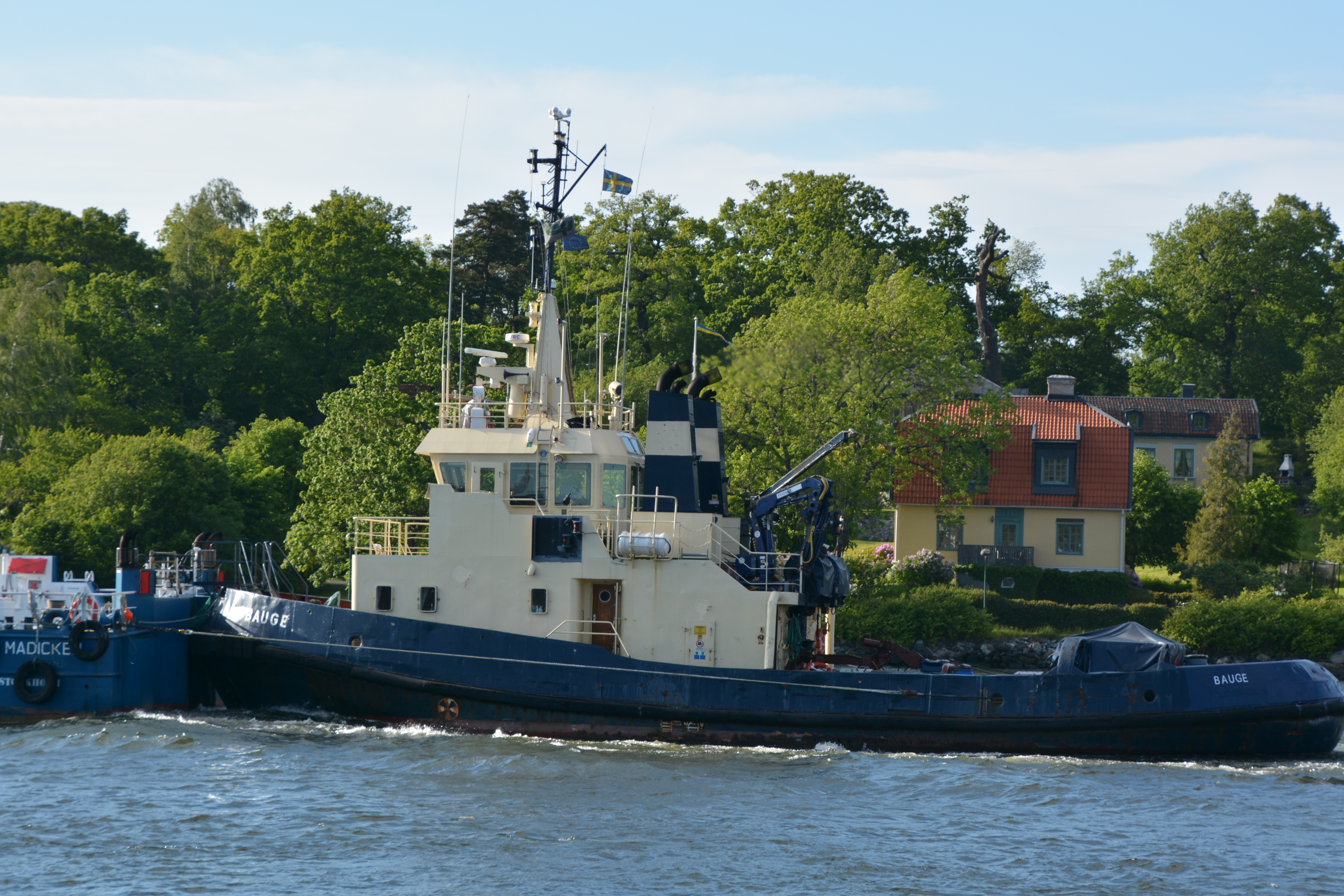
Bogserbåten Bauge utanför Djurgården i Stockholm.